# Khu hành chính cấp địa

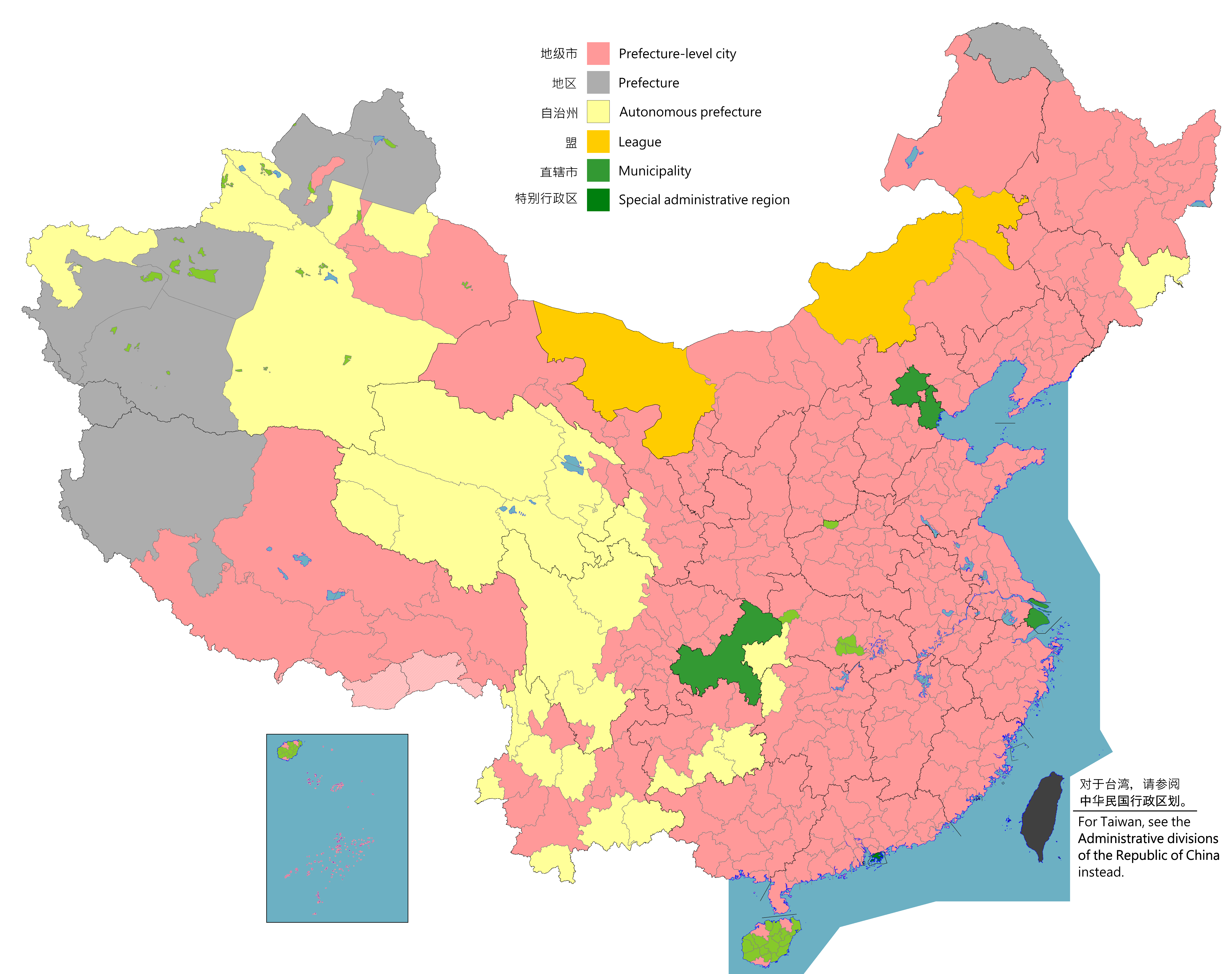
Bản đồ các đơn vị cấp tỉnh của Trung Quốc (bao gồm các thành phố cấp tỉnh trực thuộc)

Khu hành chính cấp địa (Trung văn phồn thể: 地級行政區; Trung văn giản thể: 地级行政区, âm Hán Việt: địa cấp hành chính khu) là đơn vị khu hoạch hành chính cấp hai thường quy trong khu hoạch hành chính hiện hành của Cộng hoà Nhân dân Trung Hoa. Khu hành chính cấp địa bao gồm địa cấp thị, địa khu, minh, châu tự trị. Khu hành chính cấp địa trực thuộc tỉnh, khu tự trị và thành phố trực thuộc trung ương, mỗi khu hành chính cấp địa quản hạt một số khu hành chính cấp huyện.

## Các đơn vị hành chính cấp địa khu

### Địa khu
Thời Thanh mạt đạo (道) trở thành đơn vị hành chính trung gian giữ cấp tỉnh và phủ. Trung Hoa dân quốc cũng từng lập đạo làm đơn vị hành chính thứ cấp dưới tỉnh. Năm Dân quốc thứ 16 (Tây lịch năm 1927), cấp đạo (道) bị huỷ bỏ. Năm Dân quốc thứ 21 (Tây lịch năm 1932) do yêu cầu xuất phát thì thực tiễn quản lý Trung Hoa dân quốc thành lập các  hành chính đốc sát khu (行政督察區) nằm giữa tỉnh và huyện. Cơ cấu hành chính của khu đốc sát hành chính là  Hành chính Đốc sát Chuyên viên Công thự  (行政督察專員公署).
Cộng hoà Nhân dân Trung Hoa đổi khu đốc sát hành chính làm chuyên khu (專區). Chuyên khu cùng các đơn vị hành chính tương đồng khác được gọi là cấp chuyên hành chính khu  (專級行政區). Năm 1970 chuyên khu được đổi thành địa khu (地區), khu hành chính cấp chuyên theo đó mà được đổi thành khu hành chính cấp địa.
Công thự hành chính địa khu (地區行政公署, Địa khu hành chính công thự) là cơ cấu kiểm tra giám sát hành chính của địa khu. Công thự hành chính là cơ cấu phái xuất của chính phủ nhân dân cấp tỉnh, không phải là một cấp chính phủ nhân dân địa phương. Người đứng đầu công thự hành chính địa khu gọi là chuyên viên công thự hành chính địa khu (地區行政公署專員, Địa khu hành chính công thự chuyên viên).
Từ niên đại 90 của thế kỉ trước do các tỉnh của Trung Quốc tiến hành bỏ địa khu, lập địa cấp thị (gọi là "triệt địa thiết thị" 撤地設市) nên hiện nay phần lớn các địa khu đã được chuyển thành "địa cấp thị" (thành phố cấp địa khu). Cả nước chỉ còn 7 địa khu, chỉ tồn tại ở 3 tỉnh và khu tự trị là: Khu tự trị Tây Tạng (1 địa khu), Khu tự trị Tân Cương (5 địa khu) và Hắc Long Giang (1 địa khu).

### Địa cấp thị
Địa cấp thị (地级市 bính âm: dìjíshì) là các "thành phố" có cấp hành chính tương đương với địa khu và quản lý khu vực đô thị chính cũng như các huyện trong địa giới hành chính của mình. Trên thực tế, các địa cấp thị có diện tích vùng ngoại ô quá lớn và không khác gì các địa khu, và khó có thể coi là "thành phố" theo như định nghĩa thông thường. Hiện nay, đa số các đơn vị hành chính cấp địa khu tại Trung Quốc là các địa cấp thị.

### Minh
Minh (tiếng Trung: 盟; bính âm: méng) là loại đơn vị hành chính cấp địa khu tại Nội Mông Cổ. Tên của đơn vị này có nguồn gốc từ đơn vị hành chính của Mông Cổ dưới thời Nhà Thanh. Loại đơn vị hành chính này được lập ra để thống nhất hoặc đoàn kết những người Mông Cổ trong cùng một khu vực hay bộ tộc, theo đường lối chia để trị. Bên dưới các minh là các kỳ. Minh dưới thời Nhà Thanh nói chung chỉ mang tính hình thức và quyền lực chủ yếu thuộc về các kỳ. Dưới thời Trung Hoa Dân quốc, các minh có vị thế tương đương cấp tỉnh. Một minh bao gồm các kỳ, tương đương cấp huyện.
Sau khi thành lập Khu tự trị Nội Mông Cổ vào năm 1947, các minh của Nội Mông có tình trạng tương đương các địa khu ở các tỉnh và khu tự trị khác. Chính quyền minh, (tiếng Trung: 行政公署; bính âm: xíngzhènggōngshǔ, hành chính công thự), là một cấp chính quyền địa phương của chính quyền khu tự trị. Người đứng đầu các minh, được ội là minh trưởng (tiếng Trung: 盟长; bính âm: méngzhǎng), do chính quyền khu tự trị nổ nhiệm. Giống như các địa khu, hầu hết các minh đã bị thay thế bằng các địa cấp thị. Hiện chỉ còn 3 minh tại Nội Mông Cổ.

### Châu tự trị
Châu tự trị (自治州 bính âm: zìzhìzhōu, tự trị châu) là các đơn vị hành chính cấp địa khu có trên 50% dân cư là người dân tộc thiểu số hoặc trong lịch sử từng có một tỷ lệ dân tộc thiểu số đáng kể. Hiện nay, hầu hết các châu tự trị có đa số cư dân là người Hán. Tên chính thức của các châu tự trị bao gồm cả tên của dân tộc thiểu số chiếm ưu thế trong vùng, đôi khi là hai hoặc thậm chí là ba. Ví dụ, Tạng dân tộc tự trị   châu, Mông Cổ và Tạng dân tộc tự trị châu. Giống như các đơn vị hành chính cấp địa khu khác, các châu tự trị được chia thành các đơn vị cấp huyện. Có một ngoại lệ là Châu tự trị dân tộc Kazakh - Ili bao gồm cả hai địa khu và một số đơn vị cấp huyện trực thuộc khác. Theo hiến pháp hiện hành của Trung Quốc, các tự trị châu  không thể bị bãi bỏ.

### Khu khai phát
Khu khai phát (开发区 bính âm: kāifāqū, khai phát khu) từng là các đơn vị cấp địa khu tạm thời. Trùng Khánh từng là một khu khai phát trước khi trở thành một thành phố trực thuộc Trung ương, và hai khu khai phát đã được lập ra bên trong Trùng Khánh sau đó. Loại hành chính này có tính tạm thới và hiện không còn được áp dụng.